# Eight Men Out
Eight Men Out is een Amerikaanse speelfilm uit 1988, geregisseerd door John Sayles. De film is gebaseerd op de Non-fictieboek 8 Men Out (1963) van Eliot Asinof.

## Rolverdeling
| Acteur             | Personage                     |
| ------------------ | ----------------------------- |
| John Cusack        | Buck Weaver                   |
| Clifton James      | Charles Comiskey              |
| Michael Lerner     | Arnold Rothstein              |
| Christopher Lloyd  | Bill Burns                    |
| John Mahoney       | Kid Gleason                   |
| Charlie Sheen      | Happy Felsch                  |
| David Strathairn   | Eddie Cicotte                 |
| D. B. Sweeney      | Shoeless Joe Jackson          |
| Michael Rooker     | Chick Gandil                  |
| Don Patrick Harvey | Swede Risberg                 |
| James Read         | Lefty Williams                |
| Perry Lang         | Fred McMullin                 |
| Gordon Clapp       | Ray Schalk                    |
| Jace Alexander     | Dickey Kerr                   |
| Bill Irwin         | Eddie Collins                 |
| Richard Edson      | Billy Maharg                  |
| Kevin Tighe        | Sport Sullivan                |
| Michael Mantell    | Abe Attell                    |
| John Anderson      | Judge Kenesaw Mountain Landis |
| Studs Terkel       | Hugh Fullerton                |
| John Sayles        | Ring Lardner                  |
| Barbara Garrick    | Helen Weaver                  |
| Maggie Renzi       | Rose Cicotte                  |
| Wendy Makkena      | Kate Jackson                  |
| Nancy Travis       | Lyria Williams                |